# UC-33号潜艇
陛下之UC-33号艇是德意志帝国海军于第一次世界大战期间建造的其中一艘UC-II型近岸布雷潜艇或称U艇。它由汉堡的伏尔铿船厂承建，于1916年8月26日新船下水，至同年9月25日交付使用。其全长49.45米，水面及水下排水量分别为400吨和480吨，艇载武器则包括三具鱼雷发射管、六具水雷滑射槽以及一门88毫米口径甲板炮。UC-33号入役后曾被部署至北海的第一潜艇区舰队，并参与了大西洋潜艇战。通过其七次巡逻，共直接或间接击沉36艘协约国或中立国舰船，累计总吨位为20995吨。1917年9月26日，UC-33号在圣乔治海峡遭英国巡逻艇PC-61号击沉，造成艇内27名官兵阵亡，仅1人幸存。

## 设计
1915年秋天，由于中立国美国的干预，U艇战几乎陷入停顿，导致德国广泛开展《国际法》所允许的水雷战，从而使布雷潜艇的需求量相应增加。德意志帝国海军潜艇监察局（Inspektion des U-Bootwesens）的开发部门留意到了这一点，遂以UB-II型为基础，按照兼顾布雷效率和生产速度的要求，以41号工程的名义设计了UC-II型潜艇。为了弥补前型UC-I型的缺陷，UC-II型艇不仅更大，而且采用双轴推进系统。然而，与前型最主要的区别在于，UC-II型艇重新运用了双壳体结构。但它并非纯粹的双体潜艇，而是一种中间过渡型；因为外层没有封闭耐压壳体，而是作为鞍形水柜附在上方。
UC-33号是64艘UC-II型方案的其中一艘。这个亚型的艇体结构与UB-II型类似，但体积更大，全长为49.45米，并有3.68米的吃水深度；由于不再考虑铁路运输的装载限界，舷宽也得以增至5.22米。其水上和水下排水量分别为400吨和480吨。艇只采用两台猛狮六缸四冲程500匹公制馬力（370千瓦特）柴油机用于水面运行，以及两台460匹公制馬力（340千瓦特）的西门子-舒克特电动发电机用于水下航行；水面最高航速11.6節（21.5每小時），水下6.6節（12.2每小時）；能够在水面以7節（13每小時）航速续航9,260海里（17,150），或以4節（7.4每小時）连续在水下航行53海里（98）而无需充电。其潜没需时约为48秒，能够在50米的深度下运作。
作为布雷潜艇，UC-33号改将六具布雷滑射槽安装在艇体前部，每具储存井内的水雷数量增至3枚，即合共18枚UC200型水雷。布雷时只需将存储井底部的盖板打开，水雷便可凭借自身重量滑入水中。随着滑射槽长度增加，艇体艏楼的上层建筑被抬高，上层建筑与司令塔之间的凹陷处布置了一门88毫米30倍径速射炮作为甲板炮。但由于位置相对较低，火炮甲板在恶劣海况下很容易被涌浪淹没。此外，UC-33号还装备有三具500毫米鱼雷发射管，这极大提升了潜艇的攻击能力。其中艇艏两具外置在两侧、艇艉一具则为内置式，并可搭载合共7枚G6型鱼雷。其标准船员编制为3名军官及23名水兵。

## 历史
UC-33号是汉堡伏尔铿船厂承建的首批（UC-25至UC-33号）UC-II型潜艇的最后一艘，由国家海军办公室于1915年8月29日订购，建造编号为72。它于1916年8月26日新船下水，至同年9月25日在首度担任艇长的海军上尉马丁·舍勒的指挥下交付使用，随即展开海试。在舍勒之后，海军中尉阿尔弗雷德·阿诺尔德也曾担任该舰指挥官。完成海试后，该艇于12月16日被编入驻布伦斯比特尔科格的第一潜艇区舰队服役。
在不足一年的服役生涯中，UC-33号参与了大西洋潜艇战，足迹曾抵爱尔兰的皇后镇周边、苏格兰的设得兰群岛以及马里河口湾等水域。通过其七次布雷及破交战巡逻，UC-33号合共击沉协约国或中立国的31艘商船、1艘军舰以及4艘辅助军舰，累计总吨位为20995吨。其中，体积最大的受害者是容积总吨为4011吨的英国货轮赫尔迈厄尼号（Hermione）；它于1917年4月14日从布宜诺斯艾利斯驶往利物浦途中，在科宁贝格灯船以南约1.5海里（2.8）处撞上UC-33号布设的水雷而沉没；而注册吨位为6430吨的英国油轮圣泽费里诺号（San Zeferino）尽管显著更大，但它于同年9月26日在圣乔治海峡遇袭时仅仅受损，却并未沉没。此外，排水量为370吨的英国皇家海军驱逐舰欢愉号也于1917年6月30日在设得兰群岛附近触雷沉没，造成多达40名官兵阵亡。
1917年9月26日，刚用鱼雷袭击了英国油轮圣泽费里诺号的UC-33号在圣乔治海峡（51°53′N 6°14′W / 51.883°N 6.233°W）遇到了由弗兰克·沃斯利指挥、执行Q船任务的英国P级单桅战船PC-61号。沃斯利逐渐放慢其船只的螺旋桨，希望欺骗潜艇上的船员，让对方以为P船将要离开这片区域，然后把它引到水面上。欺骗行为奏效了，UC-33号浮出水面，打算用它的甲板炮击沉油轮。沃斯利立即下令全速前进，他意识到要把船调整到可以使用火炮的阵位会浪费时间，于是设定航向撞击德国潜艇。在高速航行中，战船的撞角从水中升出，沃斯利必须在正确的时刻减速，以使撞角达到能够撞击潜艇的最佳高度。他的时机把握得恰到好处，在UC-33号下潜时击中了潜艇的舯部。UC-33号迅速沉没，造成艇内27名官兵阵亡，仅时任艇长阿诺尔德中尉1人获救。

## 袭击历史摘要
| 日期          | 船名              | 船籍         | 吨位 | 结局 |
| ------------- | ----------------- | ------------ | ---- | ---- |
| 1917年2月8日  | 德里卡号          | 荷蘭         | 153  | 击沉 |
| 1917年2月14日 | 尤朵拉号          | 英国         | 1991 | 击沉 |
| 1917年2月18日 | 克利夫顿号        | 英國皇家海軍 | 242  | 击沉 |
| 1917年2月24日 | 维罗纳号          | 英國皇家海軍 | 437  | 击沉 |
| 1917年4月14日 | 赫尔迈厄尼号      | 英国         | 4011 | 击沉 |
| 1917年4月20日 | 湖眼号            | 英國皇家海軍 | 225  | 击沉 |
| 1917年4月21日 | 杰德堡号          | 英国         | 165  | 击沉 |
| 1917年4月21日 | 约维尔号          | 英国         | 164  | 击沉 |
| 1917年5月5日  | 矿藏号            | 英国         | 396  | 击沉 |
| 1917年5月23日 | 拜尼尔号          | 丹麦         | 73   | 击沉 |
| 1917年5月23日 | 不列颠尼亚号      | 丹麦         | 69   | 击沉 |
| 1917年5月23日 | 埃尔塞号          | 丹麦         | 78   | 击沉 |
| 1917年5月23日 | 玛格丽特号        | 丹麦         | 104  | 击沉 |
| 1917年5月23日 | 树紫苑号          | 英国         | 209  | 击沉 |
| 1917年5月23日 | 西萨彭号          | 英国         | 211  | 击沉 |
| 1917年5月23日 | 斯特莱默号        | 丹麦         | 81   | 击沉 |
| 1917年5月24日 | 布雷斯蒂尔号      | 丹麦         | 69   | 击沉 |
| 1917年5月24日 | 伊莎贝拉·英尼斯号 | 丹麦         | 37   | 击沉 |
| 1917年5月24日 | 旅行者号          | 丹麦         | 76   | 击沉 |
| 1917年5月25日 | A·H·弗里斯号      | 丹麦         | 110  | 击沉 |
| 1917年5月25日 | 格里戈号          | 挪威         | 358  | 击沉 |
| 1917年5月25日 | 温莱特号          | 挪威         | 1378 | 击沉 |
| 1917年6月28日 | 科罗纳号          | 英国         | 48   | 击沉 |
| 1917年6月29日 | 杰姆号            | 英国         | 79   | 击沉 |
| 1917年6月29日 | 马恩岛公主号      | 英国         | 87   | 击沉 |
| 1917年6月30日 | 欢愉号            | 英國皇家海軍 | 370  | 击沉 |
| 1917年6月30日 | 日耳曼尼亚号      | 瑞典         | 1064 | 击沉 |
| 1917年7月1日  | 阿里尔号          | 英国         | 108  | 击沉 |
| 1917年7月2日  | 布勒将军号        | 英国         | 72   | 击沉 |
| 1917年7月2日  | 哈姆纳沃号        | 英国         | 57   | 击沉 |
| 1917年7月6日  | 贸易与渔业号      | 荷蘭         | 76   | 击沉 |
| 1917年7月6日  | 皮特·海因号       | 荷蘭         | 100  | 击沉 |
| 1917年7月6日  | 斯卡尔德号        | 挪威         | 477  | 击沉 |
| 1917年7月7日  | 索斯埃斯特号      | 英國皇家海軍 | 93   | 击沉 |
| 1917年8月13日 | 阿卡萨号          | 英国         | 3919 | 击沉 |
| 1917年8月19日 | 观看者号          | 英国         | 3808 | 击沉 |
| 1917年9月26日 | 圣泽费里诺号      | 英国         | 6430 | 击伤 |

## 脚注
1. 1 2 3 4  Helgason, Guðmundur. . German and Austrian U-boats of World War I - Kaiserliche Marine - Uboat.net.   [2009-02-22].
2. ↑  Tarrant，第173頁.
3. 1 2 3  Gröner 1991，第31-32頁.
4. 1 2  Helgason, Guðmundur. . German and Austrian U-boats of World War I - Kaiserliche Marine - Uboat.net.   [2015-02-16].
5. 1 2  Helgason, Guðmundur. . German and Austrian U-boats of World War I - Kaiserliche Marine - Uboat.net.   [2015-02-16].
6. ↑  陈进，第48頁.
7. ↑  陈进，第46頁.
8. ↑  Michelsen，第48頁.
9. ↑  陈进，第165頁.
10. ↑  NARS，第126頁.
11. 1 2  Helgason, Guðmundur. . German and Austrian U-boats of World War I - Kaiserliche Marine - Uboat.net.   [2015-02-16].
12. ↑  Helgason, Guðmundur. . German and Austrian U-boats of World War I - Kaiserliche Marine - Uboat.net.   [2022-08-29].
13. ↑  Helgason, Guðmundur. . German and Austrian U-boats of World War I - Kaiserliche Marine - Uboat.net.   [2022-08-29].
14. ↑  Helgason, Guðmundur. . German and Austrian U-boats of World War I - Kaiserliche Marine - Uboat.net.   [2022-08-29].
15. ↑  Thomson，第117頁.
16. ↑  Thomson，第118–119頁.